# Zwinger
Zwinger (výslovnost ˈt͡svɪŋɐ) je komplex barokních budov se zahradou ve Starém městě saské metropole Drážďan. Jde o jedno z nejvýznamnějších stavebních děl z období baroka v Německu. Vedle kostela Frauenkirche je Zwinger nejznámější památkou ve městě. Původně se mělo jednat o nádvoří velkolepého zámku, který ale nebyl nikdy postaven.
Zwinger leží v místech, kde se dříve nacházelo městské opevnění. Prostoru mezi vnější a vnitřní městskou hradbou (parkán) se ve starší němčině říkalo zwinger, od čehož byl odvozen název této stavby. V roce 1945 byl areál při britsko-americkém bombardování Drážďan těžce poničen; v desetiletích po válce byl však postupně zrekonstruován. V budově Semperovy galerie na Divadelním náměstí (Theaterplatz) je dnes umístěna Galerie starých mistrů, sbírka obrazů z 15.–18. století, v rohových pavilonech je sbírka porcelánu a Matematicko-fyzikální salon.

## Historie

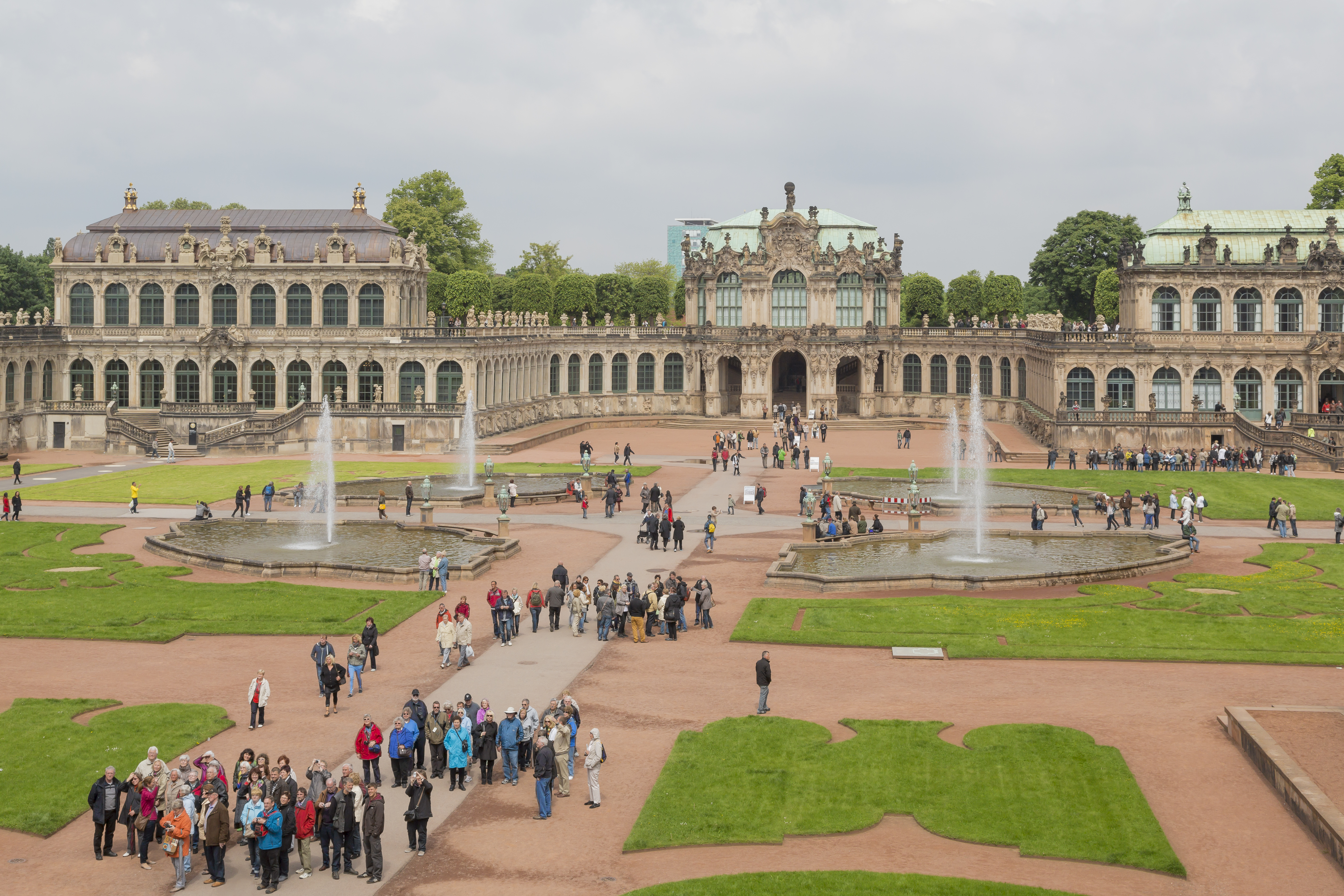
Pohled na nádvoří ve Zwingeru

### Podnět k výstavbě

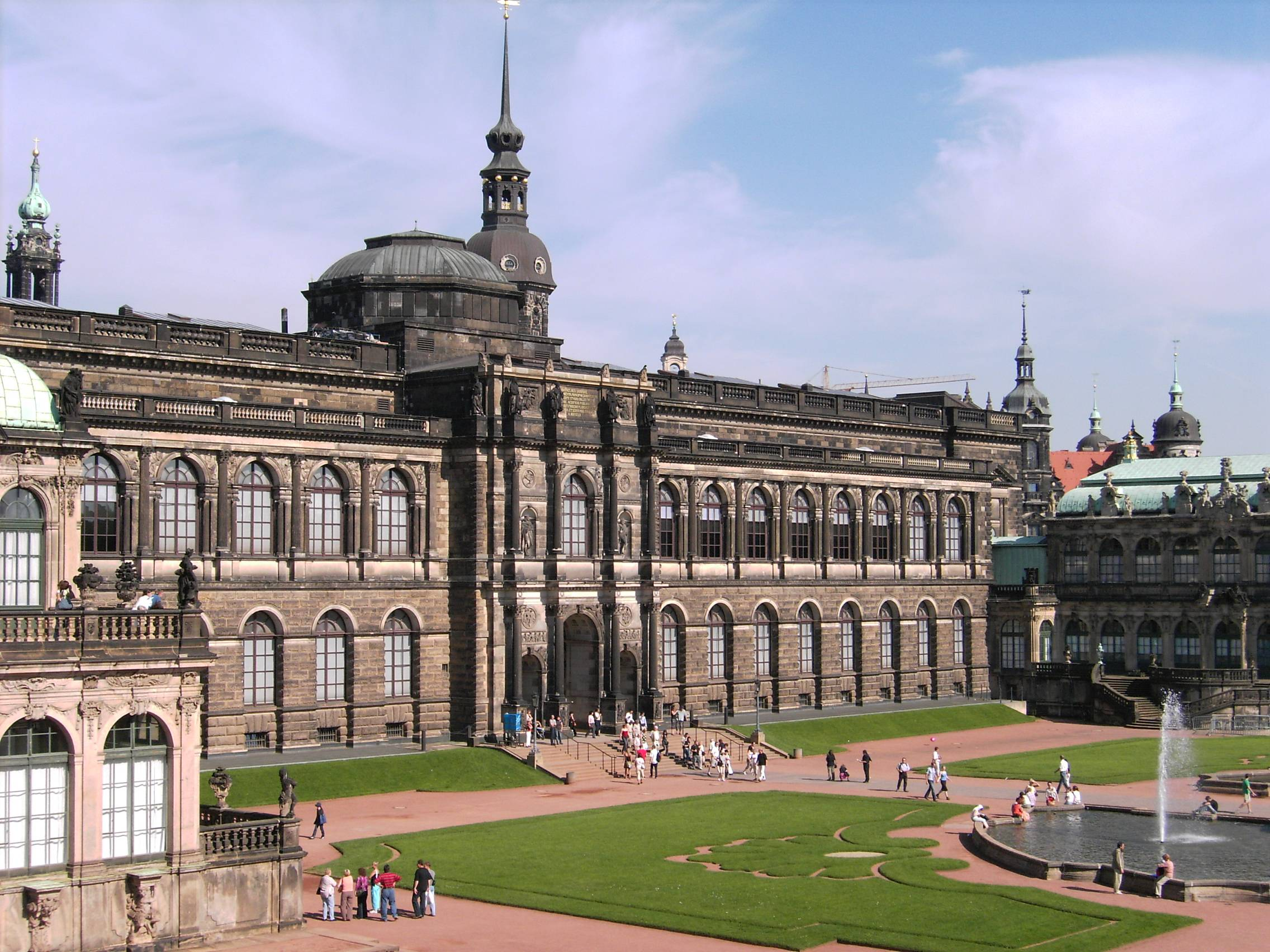
Semperova galerie

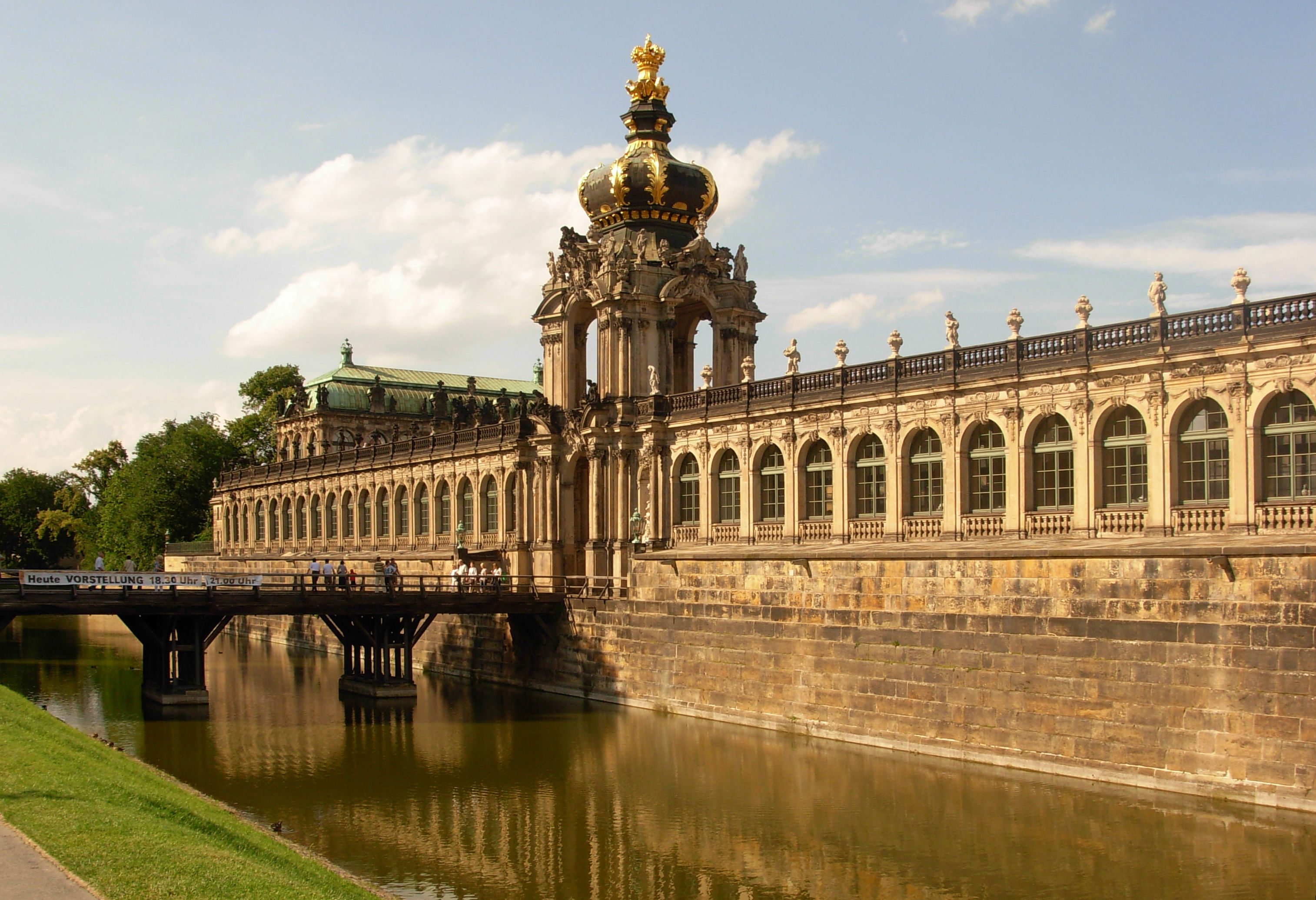
Zwinger, Kronentor

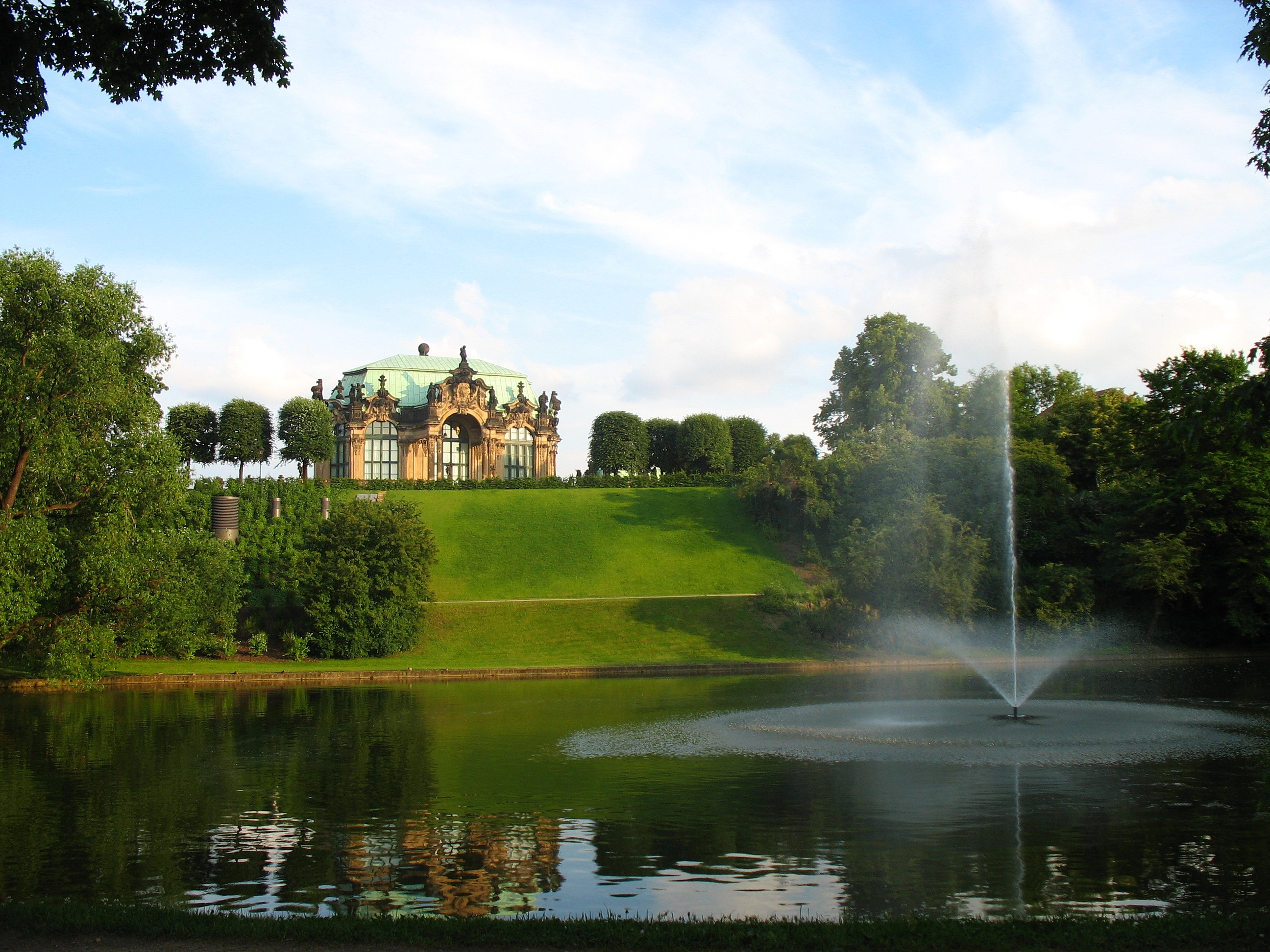
Zwingerteich

Příkaz ke stavbě vydal saský kurfiřt a polský král August II. Silný roku 1709. Jako mnoho dalších panovníků napodoboval absolutistický životní styl francouzského krále Ludvíka XIV. Pořádal proto na svém dvoře řadu jezdeckých a maškarních slavností, pro které potřeboval vhodné prostory. Svou roli také sehrála kavalírská cesta mladého Augusta po Evropě v letech 1687–1689, která v něm zanechala silné dojmy. August Silný se proto rozhodl dle vzoru italských a francouzských měst saskou metropoli postupně přestavět. Drážďany totiž tvořila až do konce 17. století především dřevěná zástavba. Po rozsáhlém požáru města roku 1701 Augustovo odhodlání město přestavět a vystavět zde monumentální rezidenční zámek ještě zesílilo.

### Průběh stavby
Základní kámen byl položen roku 1711. Provedením prací byl tehdy pověřen architekt Matthäus Daniel Pöppelmann, který stavbu pojal jako umělecké dílo. Jako přípravu podnikl Pöppelmann několik studijních cest, mimo jiné i do Prahy, kde si podrobně prohlédl chrám svatého Mikuláše od Kryštofa Dientzenhofera na Malé Straně, a navštívil i zámek Versailles u Paříže. Mnohé plastiky, kterými byl Zwinger vyzdoben, vytvořil sochař Balthasar Permoser. Jeho snad nejzdařilejší dílo na tomto místě – Koupel nymf – je umístěno za Francouzským pavilonem v prostoru s jeskyněmi, sochami a fontánami.
I když nebyl Zwinger ještě dokončen, konaly se zde roku 1719 u příležitosti svatby Agustova syna velkolepé slavnosti. Poté stavba pokračovala dále. Roku 1722 bylo dokončeno jižní křídlo a byla vybudována východní strana. Již předtím byla ale ve Zwingeru zřízena oranžerie se spoustou exotických rostlin. Exotické rostliny a pomerančovníky nechal August Silný pro pobavení svého dvora vysázet i v parku uvnitř areálu. Stavba pokračovala až do Augustovy smrti roku 1733 s různou intenzitou. Severní strana směrem k Labi zůstala nicméně otevřena (byla provizorně uzavřena zdí), jelikož Zwinger měl být jen vstupním nádvořím velkolepého zámku, o jehož výstavbě August tolik snil.

### Období po smrti Augusta Silného až do výstavby Semperovy galerie

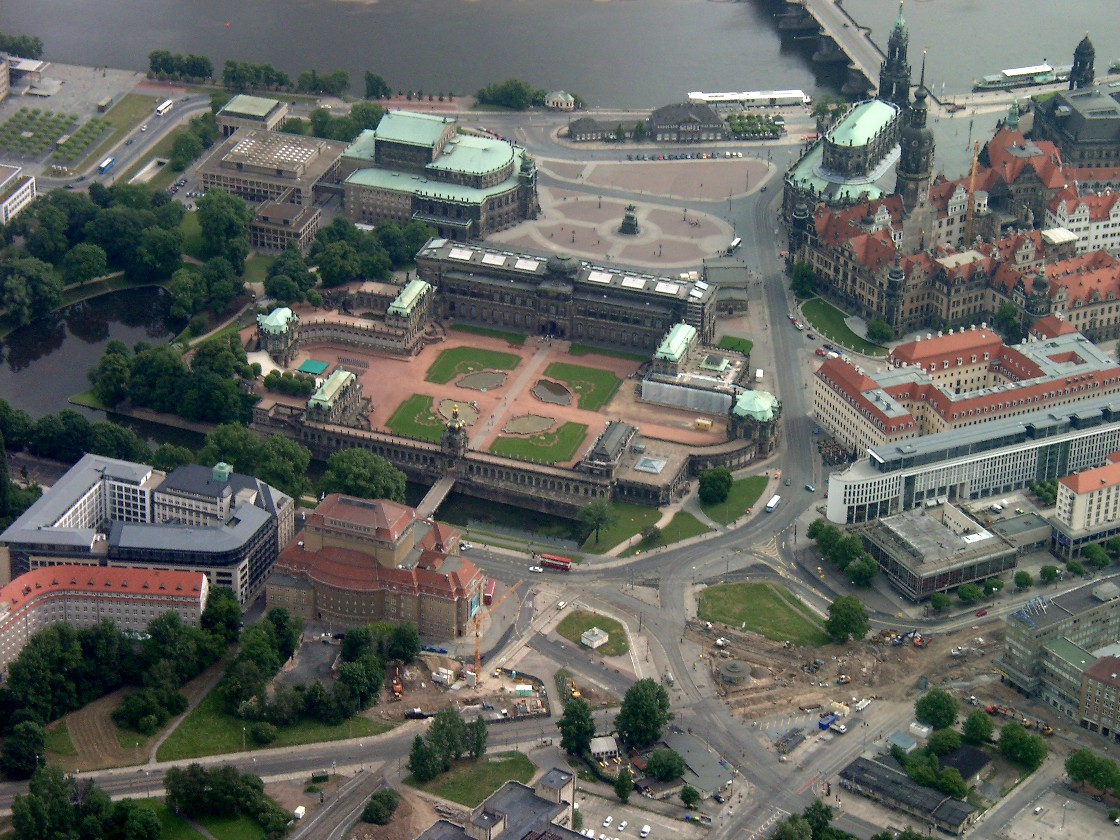
Letecký pohled na Zwinger s okolím od jihu: v pozadí řeka Labe, před ní vlevo Semperova opera, vpravo Hofkirche

Po smrti Augusta Silného se situace výrazně změnila. Jeho syn ještě uvažoval, že nechá areál rozšířit směrem k dnešnímu kostelu Hofkirche. V architektuře se ale začal postupně prosazovat vliv klasicismu a saský dvůr se soustředil na jiné úkoly – v popředí nyní stála stavba zámku Moritzburg, Hubertusburg a Japonského paláce. Kromě toho se zhoršily ekonomické poměry a vydržování Zwingeru se stalo drahou záležitostí. Barokní dílo z labského pískovce tak začalo nevyhnutelně ztrácet na významu. V jeho parku byla ve 40. letech 18. století dokonce zřízena dřevěná budova divadla, která ale po několika letech vyhořela. Za sedmileté války byl Zwinger poškozen ostřelováním a okupační jednotky používaly budovy jako skladiště. V 2. polovině 18. století se sice dál diskutovalo o dokončení areálu, objevily se i plány na zboření Zwingeru a zřízení zcela nového komplexu, k jejich uskutečnění ale nikdy nedošlo.
V 1. polovině 19. století proběhlo několik stavebních úprav, díky kterým se měl stát areál centrálním místem pro uskladnění kurfiřtských uměleckých sbírek. Plány na dokončení Zwingeru byl ve 40. letech 19. století pověřen architekt Gottfried Semper, který původně plánoval rozšíření komplexu na dnešní Divadelní náměstí (Theaterplatz). Tyto plány byly ale zamítnuty a Semper byl pověřen areál Zwingeru na severní straně příčnou stavbou uzavřít. Inspiroval se budovou galerie Alte Pinakothek (Staré pinakotéky) v Mnichově a navrhl novorenesanční budovu, jejíž základní kámen byl položen roku 1847. V roce 1854 byla stavba dokončena a roku 1855 bylo muzeum otevřeno pro veřejnost.

### Období do roku 1945
Po dokončení Semperovy galerie se nacházel areál v estetické disharmonii, jelikož novorenesanční stavba tehdy ostře kontrastovala se zanedbanou barokní částí Zwingeru. Aby bylo dosaženo optické vyrovnanosti, byly barokní fasády přetřeny olejem, což pískovci příliš neprospělo. Úpadek pokračoval ještě několik desetiletí. Kvůli finančním problémům začala postupná rekonstrukce až roku 1911. Krátce před 1.světovou válkou ale opět došlo ke komplikacím a roku 1915 byla rekonstrukce zastavena. Stav budov se nadále zhoršoval a padající zdivo dokonce ohrožovalo přilehlou dopravu. Celý stav ještě zhoršovaly nevhodné restaurační metody, které pískovec poškozovaly.
S rozsáhlou rekonstrukcí bylo nakonec započato po 1. světové válce. Fasády budov byly zbaveny vrstvy oleje, pískovec byl šetrně ošetřen a byla uskutečněna razantní změna odvodňovacího systém celého areálu. S vypuknutím 2. světové války byly práce opět zastaveny. Konec 2. světové války byl pro Zwinger katastrofou. Areál byl 13. a 14. února 1945 těžce poškozen nálety a vyhořel.

### Poválečné období
O opětovné výstavbě Zwingeru bylo rozhodnuto už roku 1945. Ještě na podzim téhož roku byly zahájeny stavební práce. Většina objektů byla dokončena už v 50. letech. Svou původní předválečnou podobu získal Zwinger nazpět v roce 1963.

## Pavilon se zvonkohrou

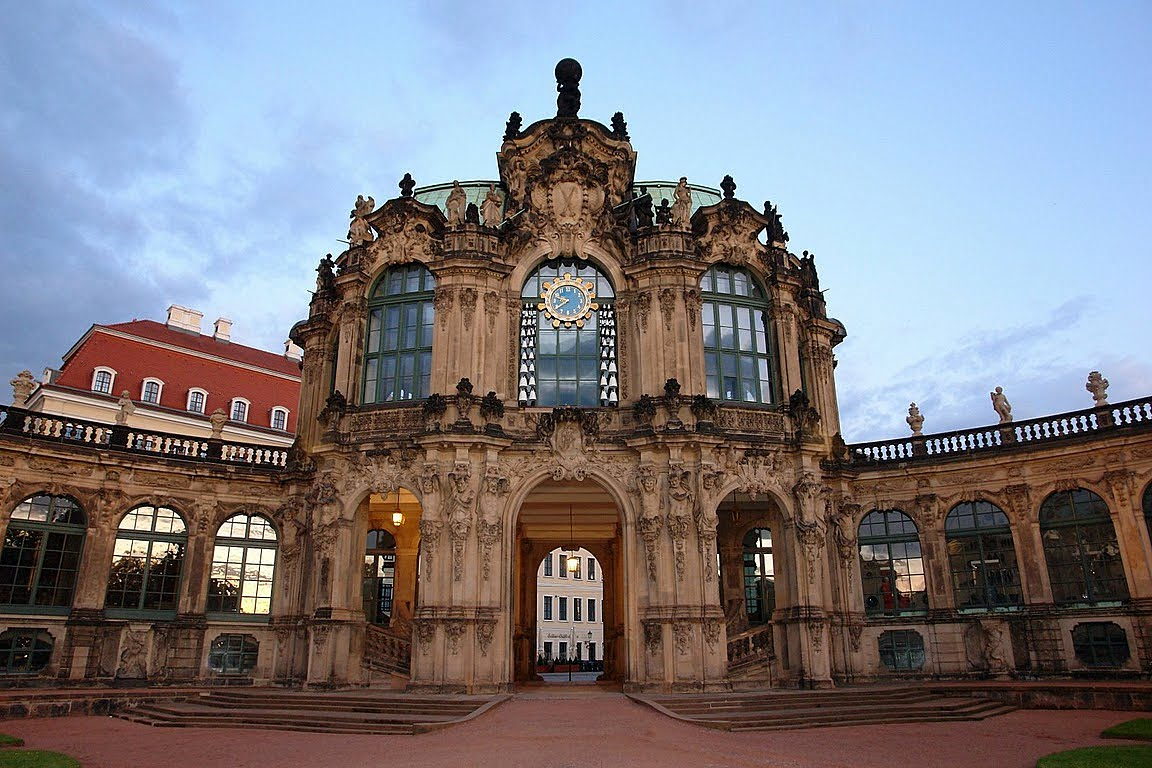
Pavilon se zvonkohrou

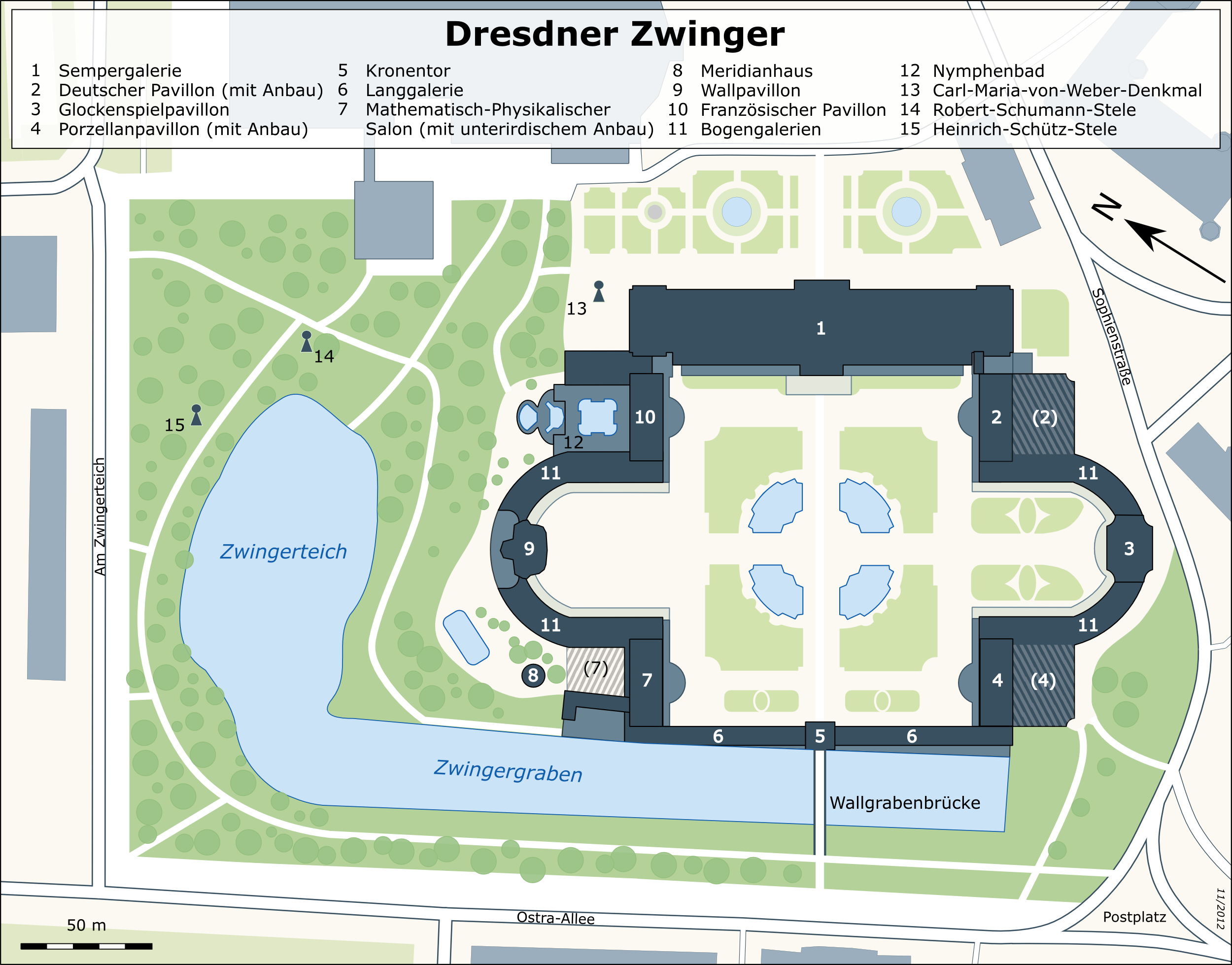
Mapka drážďanského Zwingeru

Tento pavilon s půdorysem ve tvaru oválu, který byl dostavěn v roce 1728, byl původně hlavním vchodem do Zwingeru a označoval se jako Městský pavilon. Dnešní název získal proto, že při rekonstrukci v roce 1936 byla do prostředního okna umístěna zvonkohra se 40 zvonky z míšeňského porcelánu. Vzhledem je téměř stejný jako protilehlý hudební pavilon. Je zdoben ornamenty a postavami antických hrdinů. Dnes se v něm nacházejí výstavní prostory.

## Umělecké sbírky
Zwinger je součástí Státních uměleckých sbírek Drážďany (Staatliche Kunstsammlungen Dresden) a je zde k vidění mnoho vzácných uměleckých děl. V Semperově galerii se nachází světoznámá Galerie starých mistrů (Gemäldegalerie alte Meister), kde je vystavena např. Raffaelova Sixtinská madona. V jižním rohovém pavilonu je sbírka porcelánu s cennými porcelánovými plastikami z míšeňské porcelánové manufaktury i s díly Johanna Friedricha Böttgera, který vynalezl roku 1708 evropský porcelán. V západním rohovém pavilonu je Matematicko-fyzikální salon, sbírka historických fyzikálních a astronomických přístrojů . 